# هاربرتون
هاربرتون (به انگلیسی: Harberton) یک روستا و محله مدنی در بریتانیا است که در South Hams واقع شده‌است. هاربرتون ۱٬۲۸۵ نفر جمعیت دارد.